# Paolo Ferrero
Pour les articles homonymes, voir Ferrero (homonymie).

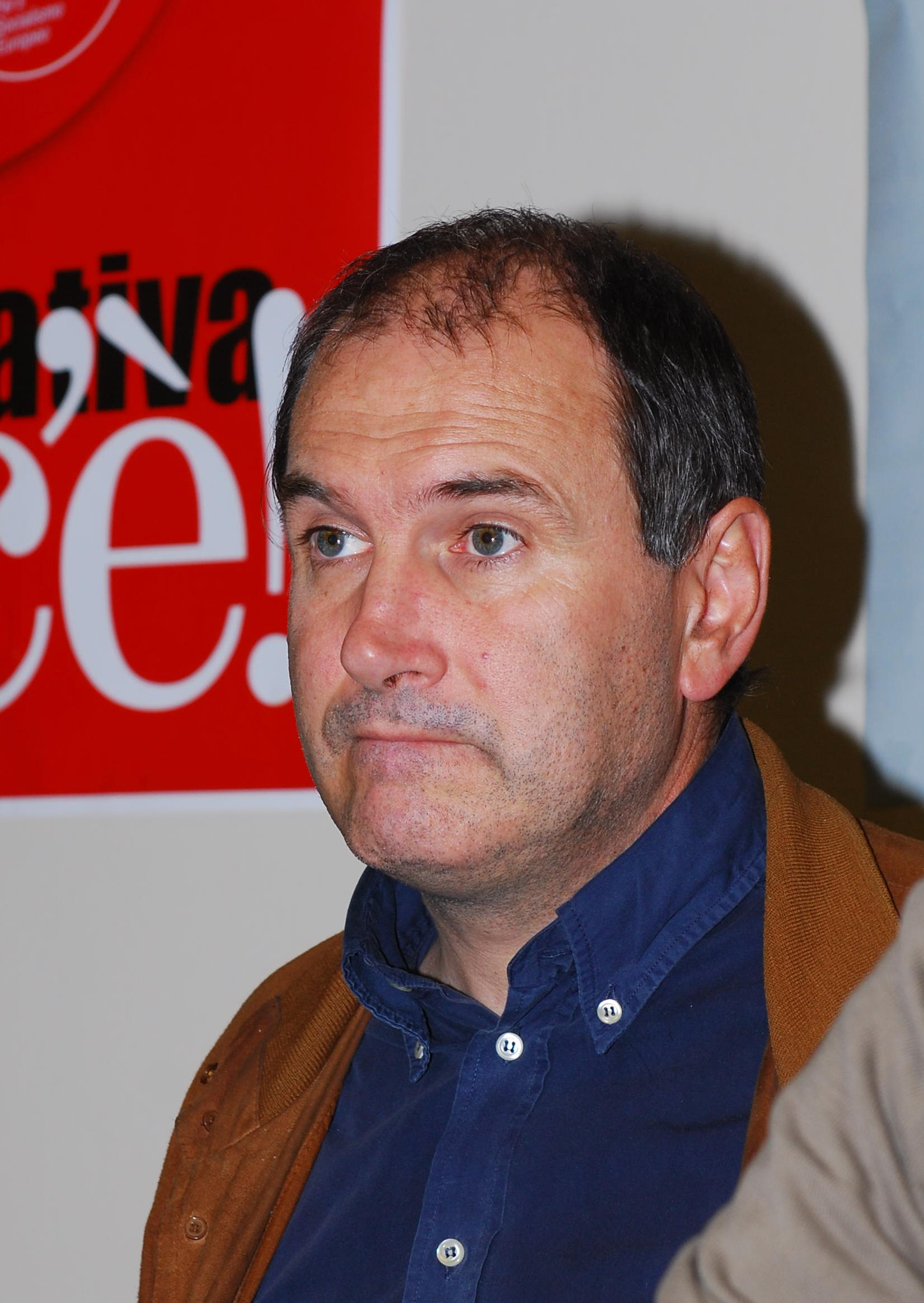
Paolo Ferrero

Paolo Ferrero (né le 17 novembre 1960 à Pomaretto) est un homme politique italien, ministre avec portefeuille de la Solidarité sociale du gouvernement Romano Prodi II (17 mai 2006). Membre de Refondation communiste, il est élu secrétaire national (congrès du 10 juillet 2008).

## Biographie
Paolo Ferrero passe ses premières années à Chiotti en Val Germanasca, un hameau de 100 habitants. Puis il s'installe à Villar Perosa.
À 17 ans, il s'inscrit au parti Démocratie prolétarienne (DP). Diplômé à l'Institut technique industriel, il travaille comme ouvrier à la FIAT (au Lingotto à Turin).
Il fait partie de l'Église vaudoise et s'engage dans la Fédération des jeunes évangéliques italiens (FGEI).
Après la dissolution de DP au sein de Refondation communiste en 1991, Ferrero en devient chef du groupe au conseil de Turin. Élu pour la première fois en 2006, dans une circonscription du Piémont, il est nommé ministre de la Solidarité sociale, avec des délégations en matière de politiques sociales, de mouvements de travailleurs non-communautaires, politiques contre la drogue et le service national civil. 
De décembre 2009 à novembre 2010, il est porte-parole national de la Fédération de la gauche, coalition qui regroupe alors Refondation communiste, le Parti des communistes italiens et divers autres mouvements.